# Huawei Drive
Huawei Drive es un servicio de alojamiento de archivos desarrollado por Huawei para los dispositivos Huawei con el sistema operativo HarmonyOS y Android, la cual es parte de Huawei Mobile Cloud.
Fue lanzado el 27 de septiembre de 2017 como parte de Huawei Mobile Cloud para el reemplazo de Google Drive en los dispositivos Huawei.

## Características
Cada usuario cuenta con 5 gigabytes (GB) que está vinculado a la cuota que ofrece Huawei Mobile Cloud de espacio gratuito para almacenar sus archivos, documentos PDF y más. La cuota de almacenamiento puede ser ampliada mediante diferentes planes de pago de hasta 2048 GB desde Huawei Mobile Cloud. Es posible acceder a través del sitio web (cloud.huawei.com) desde cualquier dispositivo, también se puede acceder en los teléfonos inteligentes y Tabletas Huawei a través de Huawei Mobile Cloud y a través de la aplicación Huawei Docs que está disponible en la Huawei AppGallery para el sistema operativo HarmonyOS y Android que permite editar y crear documentos y hojas de cálculo y más.